# Friedrich Gottlieb Klopstock
Friedrich Gottlieb Klopstock (født 2. juli 1724 i Quedlinburg, død 14. marts 1803 i Hamborg) var tysk digter, søn af Gottlieb Heinrich Klopstock og Anna Maria født Schmidt.
Efter at have gået i gymnasiet i sin fødeby kom han 1739 på opdragelsesanstalten Schulpforta ved Naumburg, og her fattede han allerede i sine sidste skoleår planen til sit hovedværk, Messias. I 1745 kom Klopstock på universitetet i Jena, og året efter drog han til Leipzig, hvor han studerede teologi, men brugte den største del af sin tid til litterære sysler; her forfattede han sine første oder og de første sange af Messias. I 1748 forlod Klopstock Universitetet og tog en huslærerplads i Bad Langensalza, hvor han forelskede sig i sin kusine Sophia Schmidt, som han forevigede i flere oder under navnet Fanny, uden at hun dog gengældte hans tilbedelse. Han opgav nu sin plads og så sig om efter en stilling, der kunne tillade ham at følge sit digterkald, og fik også flere tilbud, blandt andet fra grev J.H.E. Bernstorff, som lovede at skaffe ham pension i Danmark.
Imidlertid foretrak Klopstock en hjertelig indbydelse fra schweitserdigternes fører, Johann Jakob Bodmer i Zürich, og rejste i 1750 til Schweiz, hvor han blev modtaget med åbne arme og stærkt feteret. Det kom imidlertid snart til et brud med Bodmer, og da Bernstorff på ny indbød ham og meddelte ham, at kong Frederik 5. ville tilstå ham en digtergage på 400 rigsdaler, for at han kunne fuldende sin digtning, samt rejsepenge, for at han straks kunne efterkomme kaldelsen, så tøvede Klopstock ikke længere, men begav sig i februar. 1751 på vej til sit nye hjem. På gennemrejsen tog han afsked med sine forældre og gjorde i Hamborg bekendtskab med en livlig ung pige, Meta Moller, som nærede dyb beundring for hans digtning og person, og som han straks forelskede sig i.

## København 1751
I april kom Klopstock til København, hvor han blev særdeles venligt modtaget, og hvor han fandt to varme velyndere i grev Bernstorff og overhofmarskal A.G. Moltke. Kongen, hvem han allerede havde bragt sin hyldest i dedikationsoden til Messias, modtog ham meget nådigt og smigrende og lod ham indbyde til at tage med hoffet til Fredensborg. Her levede Klopstock meget behageligt og utvungent; han havde frit ophold og kunne rekvirere vin fra kongens kælder, og han kunne tage til København, når han lystede. Han udtaler sig også i breve med stor begejstring om den gode modtagelse, det behagelige ophold og den dejlige natur, som han forherligede i oden Friedensburg.
Hos kongen havde han en høj stjerne, og på hans anbefaling blev hans svoger H. Rahn indkaldt for at anlægge en silkefabrik ved Mølleåen. For dronning Louise følte han stor hengivenhed og højagtelse; han blev dybt grebet af hendes hårde lidelser og tidlige død, 19. december 1751, og gav sine egne og folkets følelser luft i oden An den König (senere kaldet Die Konigin Louise).
Klopstocks forhold til Bernstorff blev mere og mere intimt; han spiste hos ministeren én gang om ugen og havde fri adgang til hans udmærkede bibliotek, hvor han studerede engelsk og især Tysklands oldhistorie og nordisk mytologi. Vinteren og foråret 1752 boede Klopstock dels på Bernstorff, dels hos sin svoger Rahn i Lyngby. I maj rejste han til Hamborg for at trolove sig med sin Meta, men i eftersommeren kom han tilbage til København og blev her hele det næste år, idet han stadig udvidede sin kreds og ved sin anbefaling fik flere af sine landsmænd kaldede til Danmark; således fik pædagogen Johann Bernhard Basedow ansættelse ved Sorø Akademi, og Klopstocks ven og beundrer J.A. Cramer blev udnævnt til hofpræst, ligesom senere Friedrich Gabriel Resewitz blev præst ved Sankt Petri Kirke.
I foråret 1754 tog Klopstock til Hamborg og holdt bryllup; derpå rejste de nygifte til Quedlinburg, hvor Klopstock blev syg og måtte blive hele sommeren, således at han først i oktober kunne vende tilbage til København. Her tilbragte han nu nogle lykkelige år i sit hjem og i sin vennekreds, beskæftiget med sin ideale livsopgave. I 1755 blev den første halvdel af Messiaden trykt i København på kongens bekostning; i 1756 skrev Klopstock sit første religiøse drama, Abels Tod, og i disse år fremkom også nogle gudelige oder og åndelige sange, som vistnok vare bestemt til kirkebrug, men de var for højt anlagte for menigmand og næppe heller rigtig sangbare. I november 1758 mistede Klopstock sin elskede hustru Meta, som han har foreviget i flere oder og især i Messiaden som Cidli; hun døde i barselseng på et besøg hos sin slægt i Hamborg, og Klopstock, som selv var syg, blev ved dårligt vejr forhindret fra at være tilstede ved hendes dødsleje. I 1759 og begyndelsen af 1760 var Klopstock igen i Tyskland; i 1762 er han atter i hans fødeland, og denne gang for længere tid; han opholdt sig mest i Blankenburg, Quedlinburg og i Halberstadt hos sin ven Johann Wilhelm Ludwig Gleim, hvor han skrev to nye religiøse dramaer, Salomo og David, lige så enkle som det første. I 1764 kom Klopstock tilbage til København og levede i sin sædvanlige kreds, som dog forøgedes med A.P. Bernstorffs svigerfader, overhofmester, grev Stolberg, der ved sin død 1765 betroede sine sønners opdragelse til Klopstock og Cramer, samt med Gerstenberg. I 1767 skrev Klopstock sine første tysk-patriotiske dramaer (Bardiete): Hermanns Schlacht og Hermann u. die Fürsten. I dette år falder hans ejendommelige anonyme brevveksling med Anna Cäcilie Ambrosius i Flensborg, en veninde af hans afdøde Meta.
I januar 1766 døde Frederik 5., og det varede ikke længe, inden Bernstorffs stilling blev prekær, og da hans stjerne blegnede for den opgående sol Struensee, forlod Klopstock Danmark med sin velynder. I 1771 blev Klopstocks stilling i Danmark også truet; på en rejse i Sydtyskland fik han en skrivelse fra Danmark med forespørgsel om, på grund af hvilke fortjenester han nød understøttelse af den danske konge; Klopstock havde først ikke ringe lyst til at frasige sig pensionen, men han betænkte sig dog, og der blev heller ikke fra dansk side gjort skridt til at unddrage ham den. Efter Bernstorffs død 1772 blev Klopstock efter enkegrevindens ønske i nærheden af Hamborg, hvor han desuden følte sig fængslet ved erindringen om sin Meta, som lå begravet i Hamborgforstaden Ottensen. I september 1772 stiftedes i Göttingen det såkaldte "Göttinger Hainbund" under stærk forgudelse af Klopstock og blev samme efterår ved de unge grever Stolberg bragt i skriftlig forbindelse med Klopstock, som kun var alt for henrykt over den virak, disse unge entusiaster ofrede ham, og som i efteråret 1773 selv kom til Göttingen for at lade sig personlig hylde. Han var dengang på rejse til Wien for at se, hvad der kunne udrettes hos Josef 2. for den tyske digtekunst og dens udøvere, efter at han tidligere gennem den østrigske gesandt i København havde skaffet sig tilladelse til at dedicere sin Hermanns Schlacht til denne fyrste. Imidlertid fandt regeringen i Wien Klopstocks planer og forslag alt for utopiske, og man afspiste ham med en guldmedalje.

## Messias
I dette år var Messias blevet fuldendt og dermed hans livs hovedværk. Påvirket og til dels fremkaldt af John Miltons religiøse digtning står den som epos tilbage for denne, stærkt udsmykket, som den er, med overnaturlige og upersonlige, ubibelske figurer og uforståelige metaforer, mere lyrisk end episk i udførelsen, skreven i et kraftigt og klangfuldt, men tungt og upopulært sprog, ligesom hans oder, hvilket fuldt ud retfærdiggør Lessings bidende epigram, der ender således: Wir wollen weniger erhoben, wir wollen mehr gelesen sein.

## Karlsruhe og Hamborg
I 1774 fik Klopstock en anmodning fra markgrev Carl Frederik af Baden-Durlach om at bosætte sig i Karlsruhe. Efter et nyt ophold og en ny apoteose i Göttingen rejste han til sin nye velynder, der straks betalte hans rejseudgifter og tilsikrede ham en årlig digtergage paa 528 gylden samt udnævnte ham til hofråd. Klopstocks ophold i Karlsruhe og på slottet i Rastatt var særdeles behageligt og utvungent, men allerede i foråret 1775 rejste han pludselig og uden afsked til Hamborg, hvorfra han skrev et koldt brev til markgreven med et halvt løfte om at komme tilbage, som han dog aldrig opfyldte. Den brave markgreve var imidlertid højmodig nok til at lade ham beholde pensionen til sin død.
I Hamborg blev Klopstock holdt fast af en kreds af beundrere og tilbedere, især damer, blandt hvilke en enkefru v. Winthem, en niece af Meta, samlede en læsekreds i sit hus til forherligelse af digterens værker og person. Her havde Klopstock nu travlt med de samlede udgaver af Messias (en af dem med en særlig, af ham selv opfunden retskrivning) og med at rette på oversættelserne i fremmede sprog. I 1787 udgav han sit tredje og sidste bardiet: Hermanns Tod, og i sine sidste år skrev han en række sproglige afhandlinger i en fransk oversættelse af hans patriotiske dramaer indbragte ham den udmærkelse, at den franske Nationalforsamling i september 1792 meddelte ham et fransk borgerdiplom, som han modtog, men sendte tilbage i 1794.
Klopstock holdt sig legemlig og sjælelig rask og rørig indtil sit 79. år, hvilket ikke mindst skyldtes hans sidste flamme, den trofaste "Windeme" (Fru v. Winthem), som han havde ægtet i sit 67. år. Han døde efter et par måneders svagelighed 14. marts 1803 og blev begravet i Hamburg-Ottensen ved sin Metas side under uhyre deltagelse af Hamborgs og Altonas borgere.

## Note
1. ↑  "Dansk Dendrologisk Forening: Dansk Træregister". www.dendron.dk. Arkiveret fra originalen 30. juni 2016. Hentet 30. januar 2020.
2. ↑  "På cykeltur gennem den smukke Mølleådalen på Sjælland". www.annevibekerejser.dk. Arkiveret fra originalen 28. september 2020. Hentet 30. januar 2020.
3. ↑  Ordet bardiet er opfundet af Klopstock. Bardiet: Information and Much More from Answers.com Arkiveret 26. marts 2009 hos  Wayback Machine